# بانگ‌مرغ نوک‌چنگکی
بانگ‌مرغ نوک‌چنگکی (نام علمی: Vanga curvirostris) نام یک گونه از تیره بانگ‌مرغان است.